# Smeryngolaphria pallida
Smeryngolaphria pallida là một loài ruồi trong họ Asilidae. Smeryngolaphria pallida được Bromley miêu tả năm 1935. Loài này phân bố ở vùng nhiệt đới châu Phi.